# Líder de la Oposición (San Vicente y las Granadinas)
El líder de la Oposición es un cargo parlamentario constitucionalmente oficial en San Vicente y las Granadinas. El cargo, designado formalmente por el Gobernador General, corresponde al miembro del Parlamento que lidere el partido político con mayor número de escaños en la Cámara de la Asamblea que no forme parte del bloque gobernante (encabezado por el primer ministro.
El líder de la oposición asesora al Gobernador General de San Vicente y las Granadinas para el nombramiento de dos senadores en el Parlamento y ocupa una serie de prerrogativas parlamentarias y un salario particular.

## Líderes de la Oposición
Trece personas han ocupado el cargo de líder de la Oposición desde la creación del parlamento sanvicentino y la concesión del autogobierno al territorio. El cargo estuvo vacante entre 1989 y 1994 debido a que el Nuevo Partido Democrático en ese entonces gobernante obtuvo todos los escaños en las elecciones de 1989, por lo que no había parlamentarios opositores que pudieran asumir el cargo. El actual líder de la Oposición es Godwin Friday.
| Nombre                    | Inicio del mandato      | Final del mandato        | Partido                          |
| ------------------------- | ----------------------- | ------------------------ | -------------------------------- |
| Ebenezer Joshua           | 26 de junio de 1967     | 8 de febrero de 1972     | Partido Político del Pueblo      |
| Milton Cato               | 4 de mayo de 1972       | 18 de septiembre de 1974 | Partido Laborista de San Vicente |
| Ivy Joshua                | 20 de febrero de 1975   | 27 de octubre de 1979    | Partido Político del Pueblo      |
| Calder Williams           | 27 de diciembre de 1979 | 7 de mayo de 1981        | Nuevo Partido Democrático        |
| Randolph B. Russell       | 21 de julio de 1981     | 18 de agosto de 1982     | Partido Laborista de San Vicente |
| James Fitz-Allen Mitchell | 25 de noviembre de 1982 | 22 de diciembre de 1983  | Nuevo Partido Democrático        |
| Randolph B. Russell       | 12 de abril de 1984     | 23 de agosto de 1984     | Partido Laborista de San Vicente |
| Milton Cato               | 23 de agosto de 1984    | 29 de noviembre de 1984  | Partido Laborista de San Vicente |
| Vincent Beache            | Julio de 1985           | 17 de mayo de 1989       | Partido Laborista de San Vicente |
| Vacante                   | 17 de mayo de 1989      | 21 de marzo de 1994      | Sin opositores electos           |
| Vincent Beache            | 21 de marzo de 1994     | 30 de agosto de 1999     | Partido de la Unidad Laborista   |
| Ralph Gonsalves           | 8 de diciembre de 1999  | 11 de abril de 2001      | Partido de la Unidad Laborista   |
| Arnhim Eustace            | 17 de abril de 2001     | 20 de noviembre de 2016  | Nuevo Partido Democrático        |
| Godwin Friday             | 21 de noviembre de 2016 | En el cargo              | Nuevo Partido Democrático        |